# Orthacheta hirtipes
Orthacheta hirtipes är en tvåvingeart som beskrevs av Johnson 1927. Orthacheta hirtipes ingår i släktet Orthacheta och familjen kolvflugor. Inga underarter finns listade i Catalogue of Life.